# Список умерших в 604 году

## Март
- 12 марта — Григорий I, Папа Римский (590—604).

## Май
- 26 мая — Августин Кентерберийский, бенедиктинский монах, первый архиепископ Кентерберийский (до 604).

## Август
- 13 августа — Вэнь-ди (63), китайский император, основатель династии Суй (581—604).

## Ноябрь
- 7 ноября — Иш-Йоль-Икналь, правительница Баакульского царства со столицей в Паленке (583—604).

## Дата смерти неизвестна или требует уточнения
- Авнарий, епископ Осера, католический святой.
- Аэд Слане, первый король Бреги (до 604) и верховный король Ирландии (598—604), основатель рода Сил Аэдо Слане.
- Бертоальд, майордом Бургундии (до 604).
- Герман, византийский военачальник.
- Давид Гареджийский, восточно-христианский монах, преподобный.
- Иль-тегин Буюрук, первый каган Западно-тюркского каганата (603—604).
- Колман Вычислитель, король Айлеха (580—604) и верховный король Ирландии (598—604).
- Мелантий Руанский, глава Руанской архиепархии (577—584 и 586—601/604); святой.
- Набига аз-Зубьяни, доисламский арабский придворный поэт.
- Патерий Брешианский, епископ Брешиа (до 604); святой, почитаемый в Католической церкви.
- Сабришо I, патриарх церкви Востока (586—604).
- Следда, король Эссекса (571—604).